# 跳蚤市場

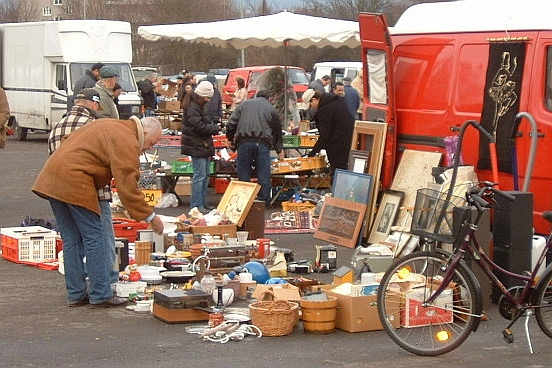
德国一家典型的跳蚤市場店舖

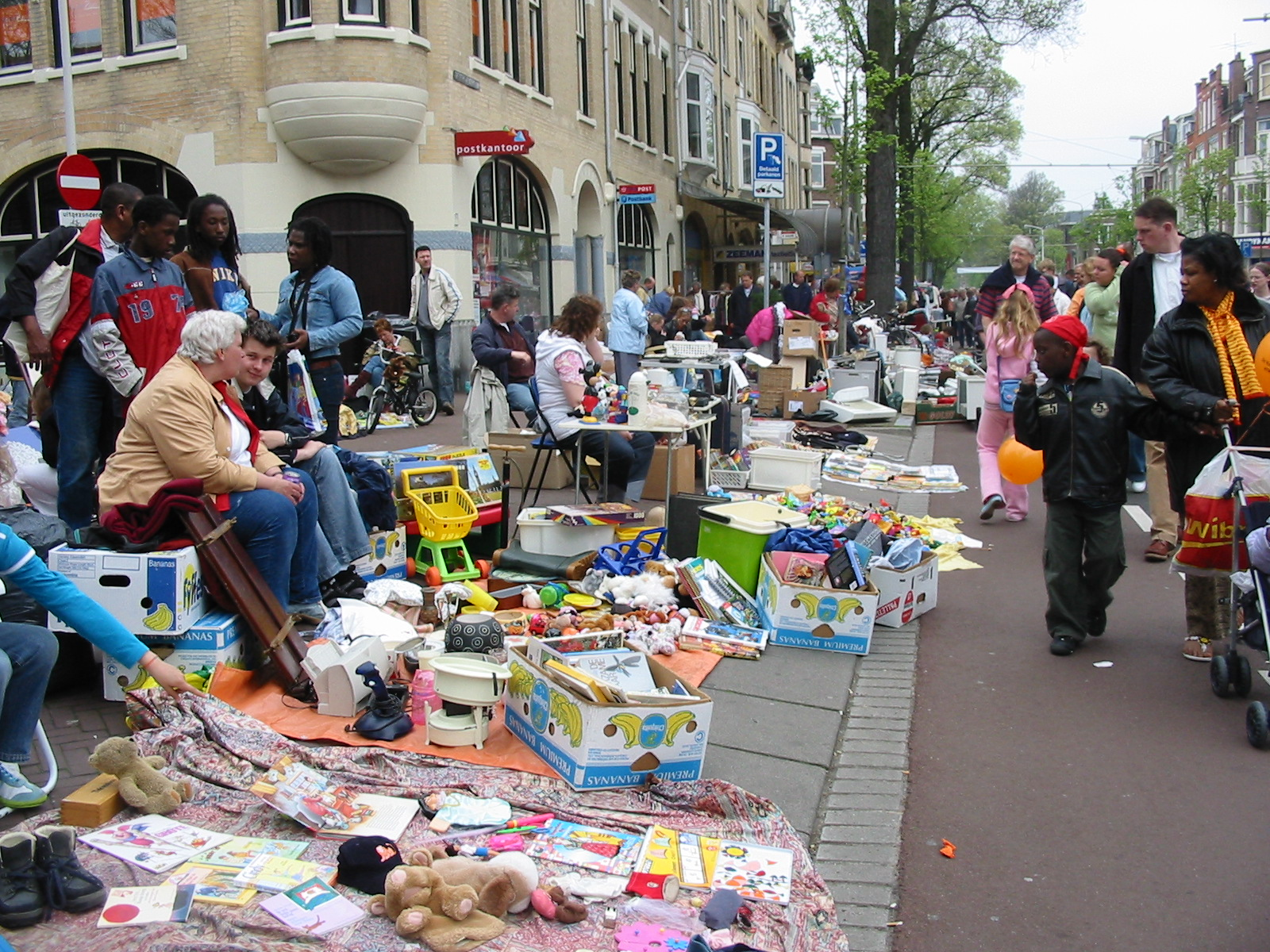
荷蘭的跳蚤市場

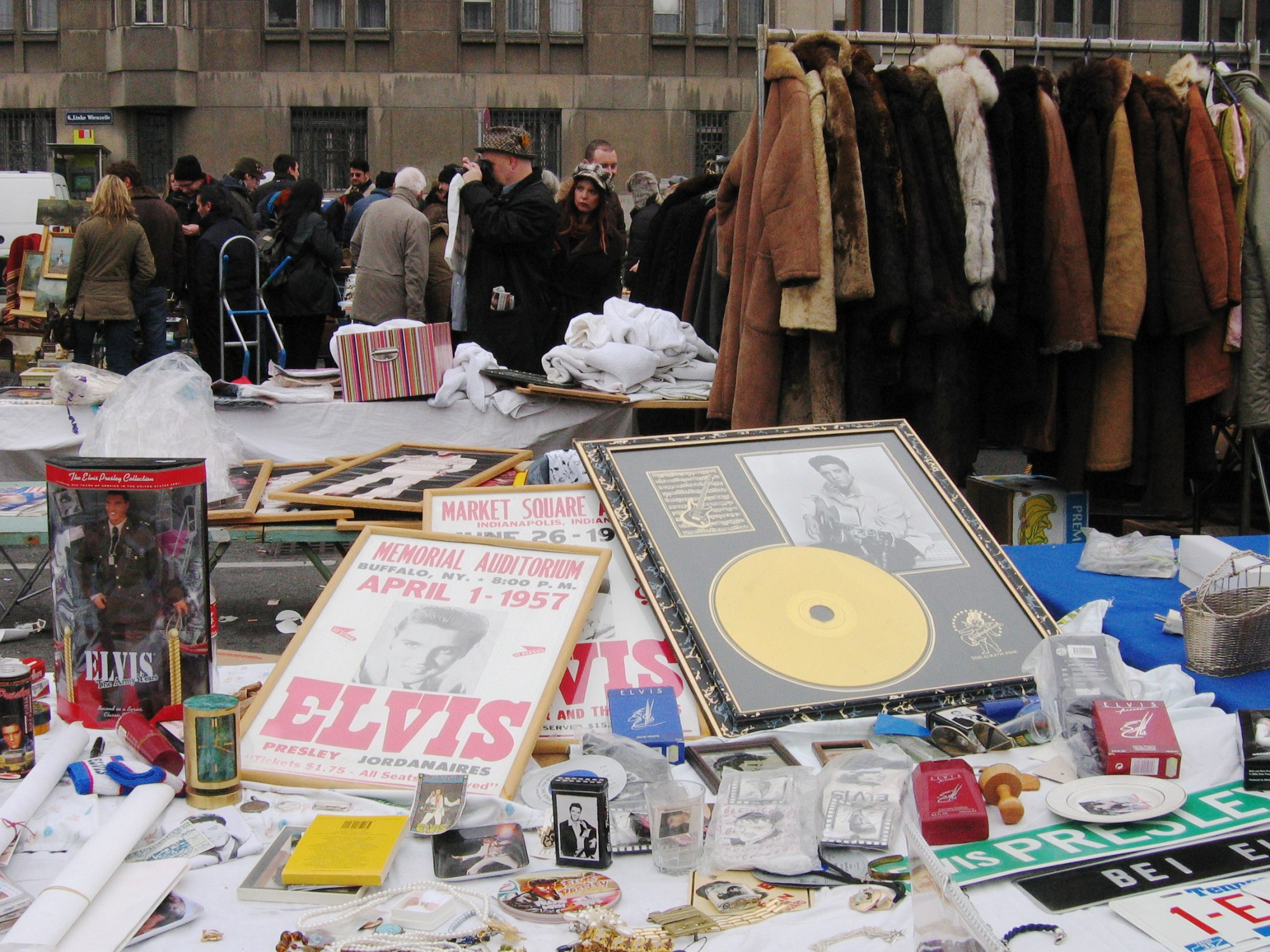
二手音樂專輯唱片攤位

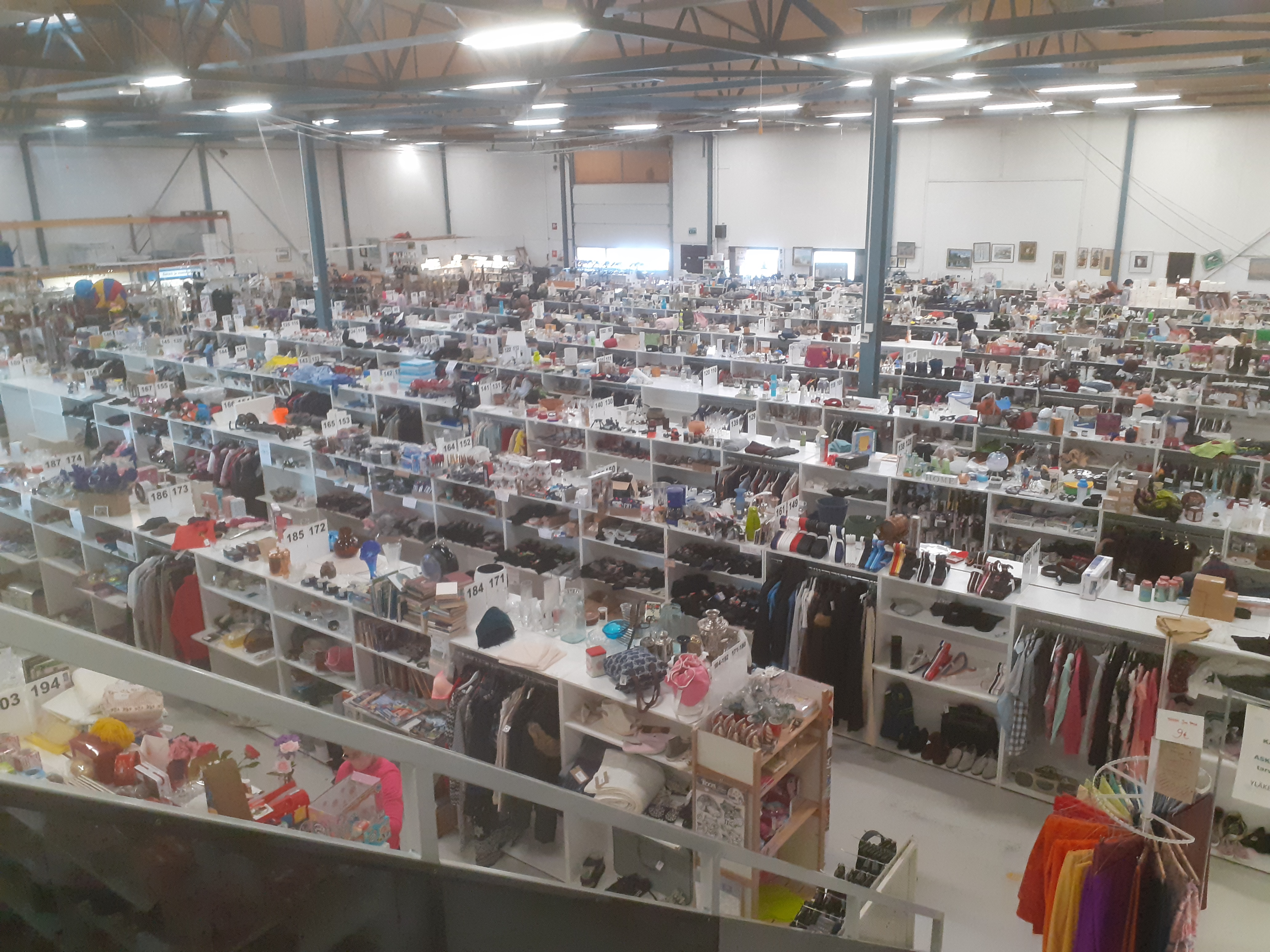
芬蘭克勞卡拉的跳蚤市場

跳蚤市場（Flea Market），亦称旧貨市場、二手交易市場、賊仔市，是一個讓人出售及購買物品的市場，銷售貨物一般是二手物品，價格較便宜，但有時亦會有冒牌貨；有些跳蚤市場則可找到虽然新、但賣不出的貨品降價求售。在西方社會，在跳蚤市場尋寶購物是一種受歡迎的消閒活動。與中國等地的街市的區別是，街市有新鮮食品、百貨等，而西方的跳蚤市場並沒有賣新鮮食品，兩者的摆摊環境亦有所不同。在某些人的印象中，跳蚤市場是可以買到超值便宜貨的地方，1990年代後期，例如美國公共電視網、英國廣播公司電視節目《Antiques Roadshow》，強調在跳蚤市場買到的物品，其價值遠比它在跳蚤市場裡的售價為高。

## 历史及名称
貨物交易市集自古有之，中國最古老的文獻《周易》有「日中為市」名詞，之後的漢朝，那也是遠在二千年前，就出現了二手書籍與文物買賣的定期市集「槐市」。史書記載倉之北為槐市，在一列有數百棵槐樹的街道上，露天無牆與無屋，每月初一及十五，書生在此聚會擺攤，各人拿出有意出讓的經傳書籍及笙磬樂器，大家互相選購買賣。
至於近代「跳蚤市場」一詞，其由來並沒有十分確切的說法，但至少有三個常見的出處：第一個廣為流傳的說法，從法文跳蚤市場「Marché aux Puces」的直譯而來，據說中世紀晚期，有個位於巴黎聖母院旁的大型市集，專賣王公貴族淘汰的舊衣。在一場跳蚤之災橫肆後，舊貨商遷往巴黎北邊的聖湍（Saint-Ouen），被人稱為跳蚤市場。第二項推測，在19世紀後半葉，巴黎市長奧斯曼對巴黎進行現代化更新，許多舊街道被拆除，因此街上的舊貨商紛紛「走避」，即英文的flea與法文的fuir之意。而第三種推論，據一位女性語言學者研究，大約1816年，在紐約曼哈頓荷裔移民有個谷地市埸「vlie market」，而這個荷蘭文vlie的發音和英文的跳蚤flea雷同，於是由谷地市場轉變為跳蚤市場。

## 各地概况

### 泰王國
泰國曼谷的恰都甲週末跳蚤市場（Chatuchak）是亞洲最大的跳蚤市場之一，貨品種類包括家居用品、家具、二手衣著等。

### 香港
2000年代初期，跳蚤市場也曾經在香港流行，當時香港的經濟不景氣，不少人希望可在跳蚤市場售賣貨品獲利，但最終成功者寥寥可數，跳蚤市場亦逐漸式微。曾經開辦跳蚤市場的地方包括前啟德機場、新界石崗、黃金海岸等地。

### 臺灣
臺灣的部份夜市會有跳蚤市場。在一些學校的校慶園遊會也設有跳蚤市場，部分是為了將所得做為公益之用。目前臺灣最有名的常設性跳蚤市場位於台北市四四南村的Simple Life簡單生活市集，天母廣場的天母市集，公館商圈的公館創意跳蚤市集
，新北市永和區福和橋福和二手市集，以及新北市三重區重新橋觀光市集，通常在清晨就開始營業，非假日時營業至中午。除了販售舊貨外，亦有不少小吃攤販、理髮、卡拉OK等進駐，但也因常有贓物在該地銷贓而引起爭議。澎湖群島、金門和馬祖地區由於當地人生活簡約，目前還沒有大規模的跳蚤市場成形。
臺灣的許多公益團體，也會藉由舉辦跳蚤市場，販賣受贈物品來募款，如：動物台灣、古代同盟會等。

## 外部連結
- 美國的跳蚤市場 （页面存档备份，存于）